# 川島村立川島小学校渡分校
川島村立川島小学校渡分校 （かわしまそんりつ かわしましょうがっこう　わたりぶんこう）は、かつて岐阜県羽島郡川島村（現・各務原市）に存在した公立小学校の分校。

## 概要
- 羽島郡川島村の西部に該当する大字松原島渡島分区及び大字松原島北山分区（字小屋場を除く。字小屋場は笠田分校に通学）が校区であった。この地区は昭和初期までは木曽川の分流で他の地区から分離されていたこと、本校（1942年までは大字松倉に設置）から離れていたことから、分校が設置されていた。1950年廃校。
- 跡地は八幡神社及び渡北公民館の駐車場となっている。また跡地を示す記念碑が設置されている。

## 沿革
- 1873年（明治6年）10月 - 羽栗郡松原島村字渡島、円城寺村字嘉左エ門島、笠田村、小屋場島村（1875年に円城寺村に編入）が博文義校から離脱し、笠田村に明善舎校が開校。
- 1883年（明治16年）4月 - 明善舎校が分立。旧・明善舎校は明善北校（笠田村・円城寺村字小屋場島）となり、松原島村字渡島・円城寺村字嘉左エ門島は松原島村字渡島に明善南校を開校する。
- 1886年（明治19年）10月 - 渡島簡易科小学校に改称する。
- 1889年（明治22年）7月 - 羽島郡小網島村、松倉村、河田島村、松原島村、笠田村が合併し、川島村が発足。
- 1890年（明治23年）1月 - 円城寺村字嘉左エ門島と字小屋場が川島村へ編入され、大字松原島字嘉左エ門島となる。
- 1892年（明治25年）4月 - 渡島尋常小学校に改称する。
- 1893年（明治26年）3月 - 現在地に新築移転。
- 1908年（明治41年）9月 - 川島高等学校、博文尋常小学校、松倉尋常小学校、笠田島簡易科小学校、渡島尋常小学校が合併し、川島村立川島尋常高等小学校となる。本校は旧・松倉尋常小学校におかれた。旧・渡島尋常小学校は渡島分教場となり、大字松原島字渡島・大字松原島字嘉左エ門島（小屋場を除く）の尋常1～4年の児童が通学（5年生は博文分教場（旧・博文尋常小学校）に通学。）。
- 1941年（昭和16年）4月1日 - 川島国民学校渡島分教場に改称する。
- 1942年（昭和17年）4月 - 本校が羽島郡川島村大字河田島1041-1に新築移転。渡島分教場は1・2年生のみの通学となる。
- 1947年（昭和22年）4月1日 - 川島村立川島小学校渡分校に改称する。当時の児童数は50名。
- 1950年（昭和25年）4月 - 廃止。

## その他
- 跡地には廃校跡の石碑があり、廃校日が昭和35年と記されているが、これは誤りである。